# Catedral metropolitana de Pouso Alegre
La Catedral Metropolitana de Pouso Alegre Es un templo de la iglesia católica ubicada en la ciudad de Pouso Alegre, en el estado brasileño de Minas Gerais. Es la sede de la arquidiócesis de Pouso Alegre.
En el lugar donde se encuentra la catedral, fue construido en 1802 una capilla dedicada al Buen Señor Jesús. Con el auge de la ciudad de Mandu, núcleo original de Pouso Alegre, al estatus de freguesia el 6 de noviembre de 1810, se estableció el año siguiente a la Parroquia del Buen Señor Jesús . La antigua capilla fue demolida en 1849 y al año siguiente , comenzó la construcción de la Iglesia Madre del Buen Señor Jesús, dirigida por el coronel José García Machado y que se terminó en 1857. Con la creación de la diócesis de Pouso Alegre en 1900 , la estructura fue elevada a la condición de catedral.